# Ophaalbrug in Nieuw-Amsterdam
Ophaalbrug in Nieuw-Amsterdam is een aquarel van de Nederlandse kunstschilder Vincent van Gogh, 40,3 bij 82,2 centimeter groot. Het werd geschilderd in november 1883 te Nieuw-Amsterdam. Het werk bevindt zich in het Groninger Museum te Groningen.
Van Gogh schreef over de ophaalbrug in een brief aan zijn broer Theo van Gogh gedateerd op 12 of 13 oktober 1883:

Ik heb nu een redelijk groote kamer waar een kagchel gezet is, waar toevalligerwijs een klein balcon aan is. Van waar ik reeds de heide met de keeten zien kan. Verder zie ik op een heel curieuse ophaalbrug.

Van Gogh huurde voor twee maanden een kamer op de bovenste verdieping van een huis in Nieuw-Amsterdam, nadat hij Den Haag had verlaten. Vanuit zijn woning keek hij uit op de ophaalbrug. Later maakte Van Gogh meerdere schilderijen en tekeningen van bruggen, zoals de Brug van Langlois.

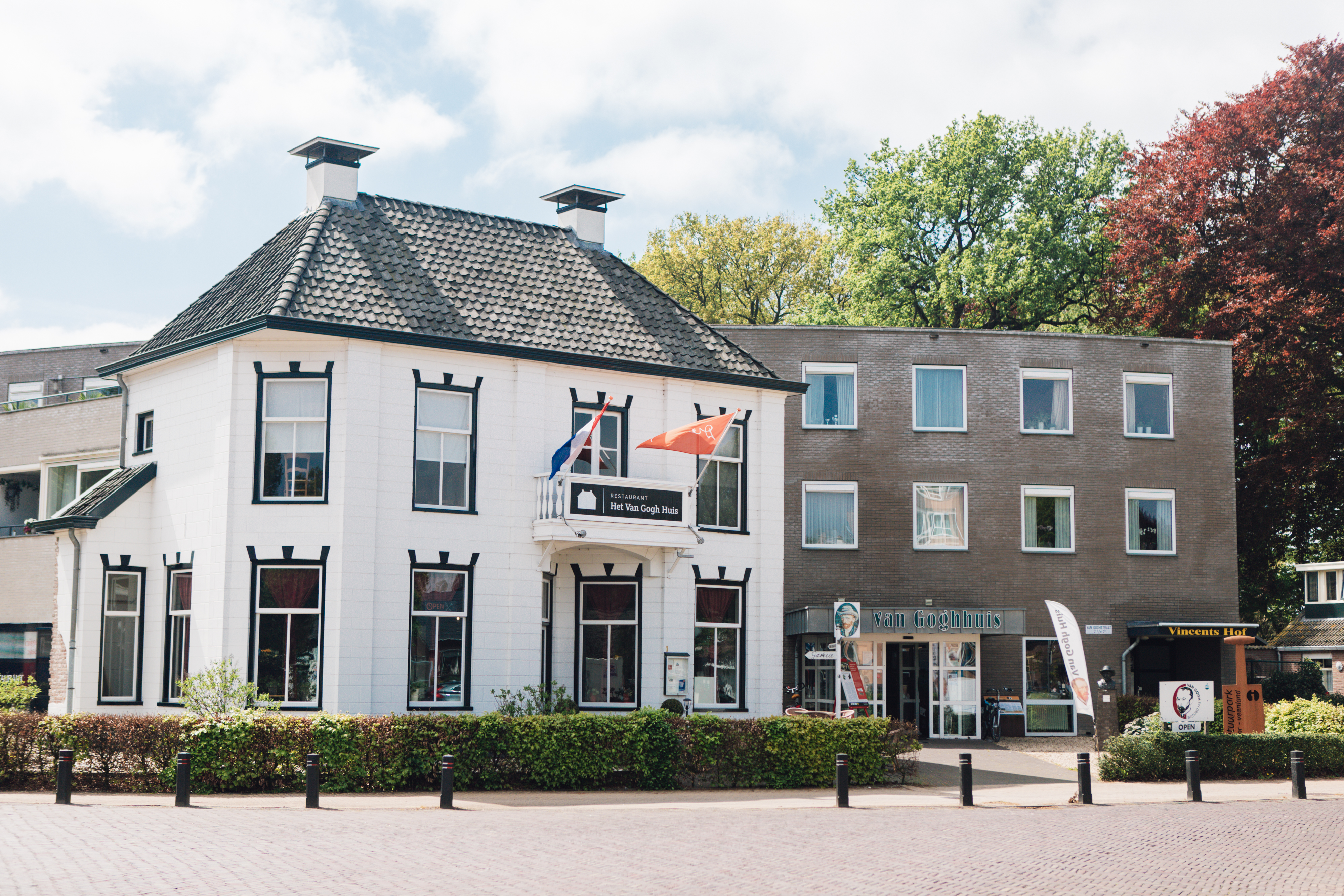
Het Van Gogh Huis